# Église Saint-Denis de Sézanne
L'église Saint-Denis est une église catholique située à Sézanne, en France.

## Localisation
L'église est située dans le département français de la Marne, sur la commune de Sézanne.

## Historique
L'édifice est classé au titre des monuments historiques depuis 1911.

## Description
Le chevet droit est orné d'un peinture à fresque signé Carpentier de Troyes, 1740.

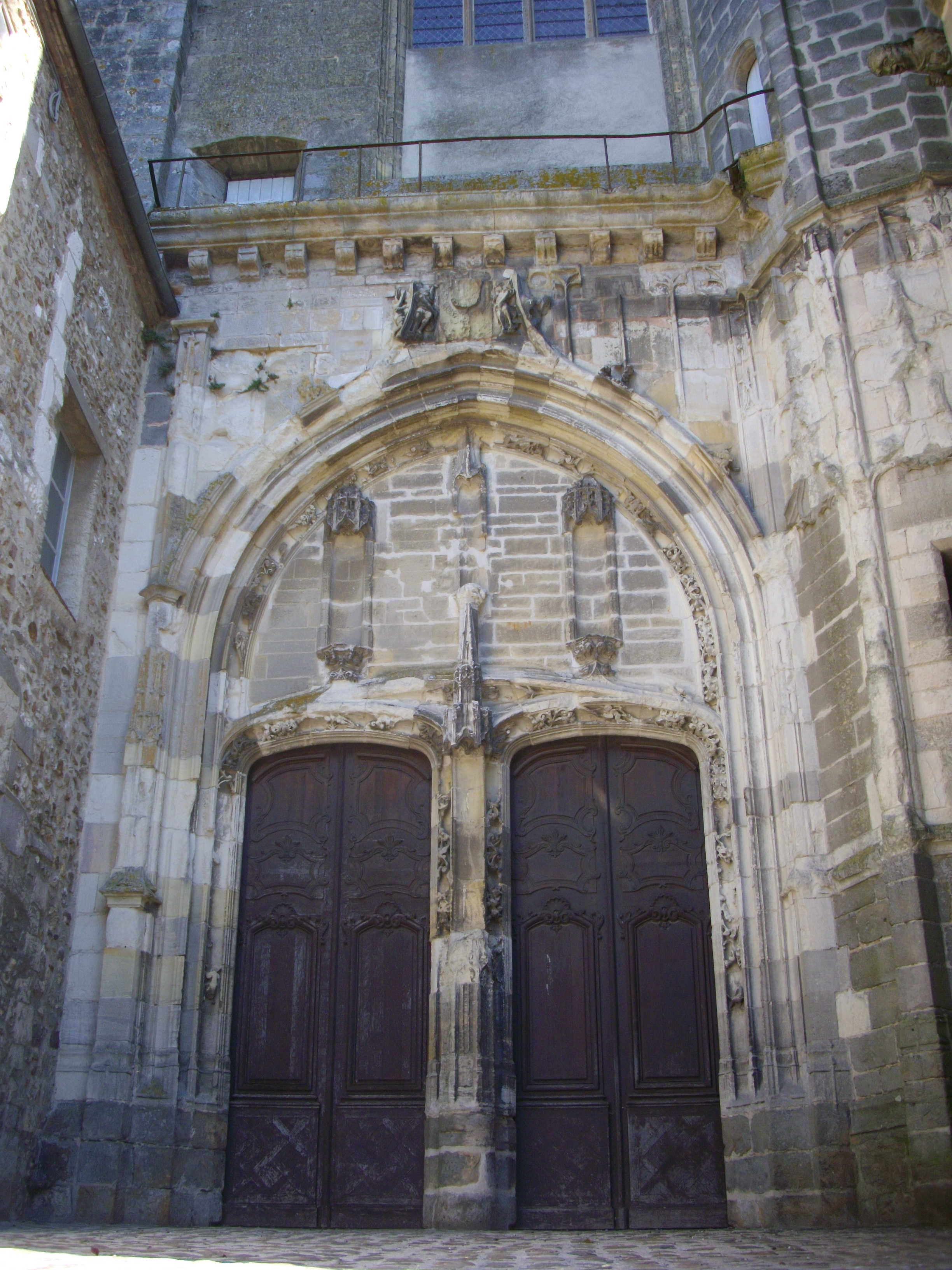
Portail
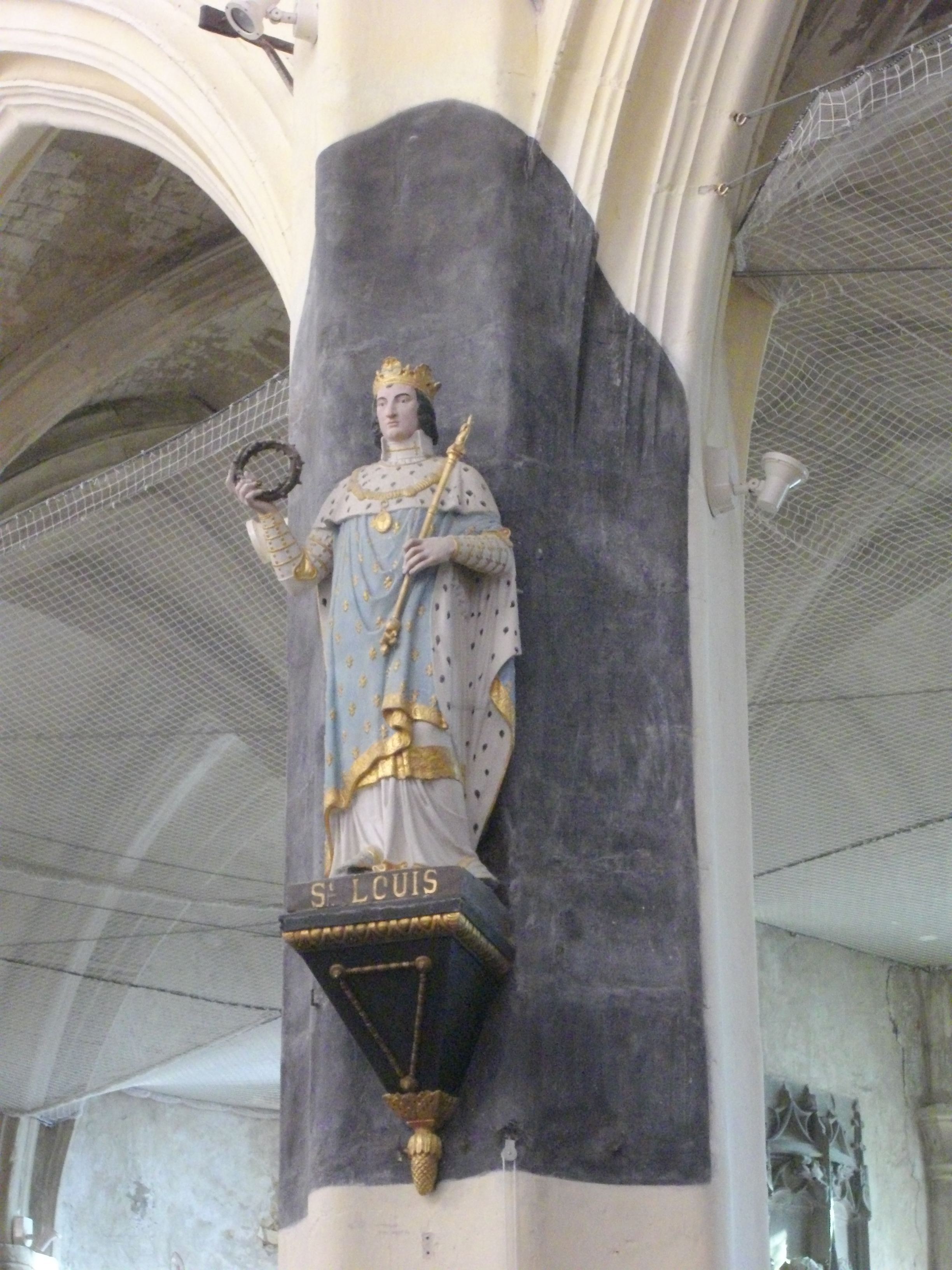
Saint-Louis.
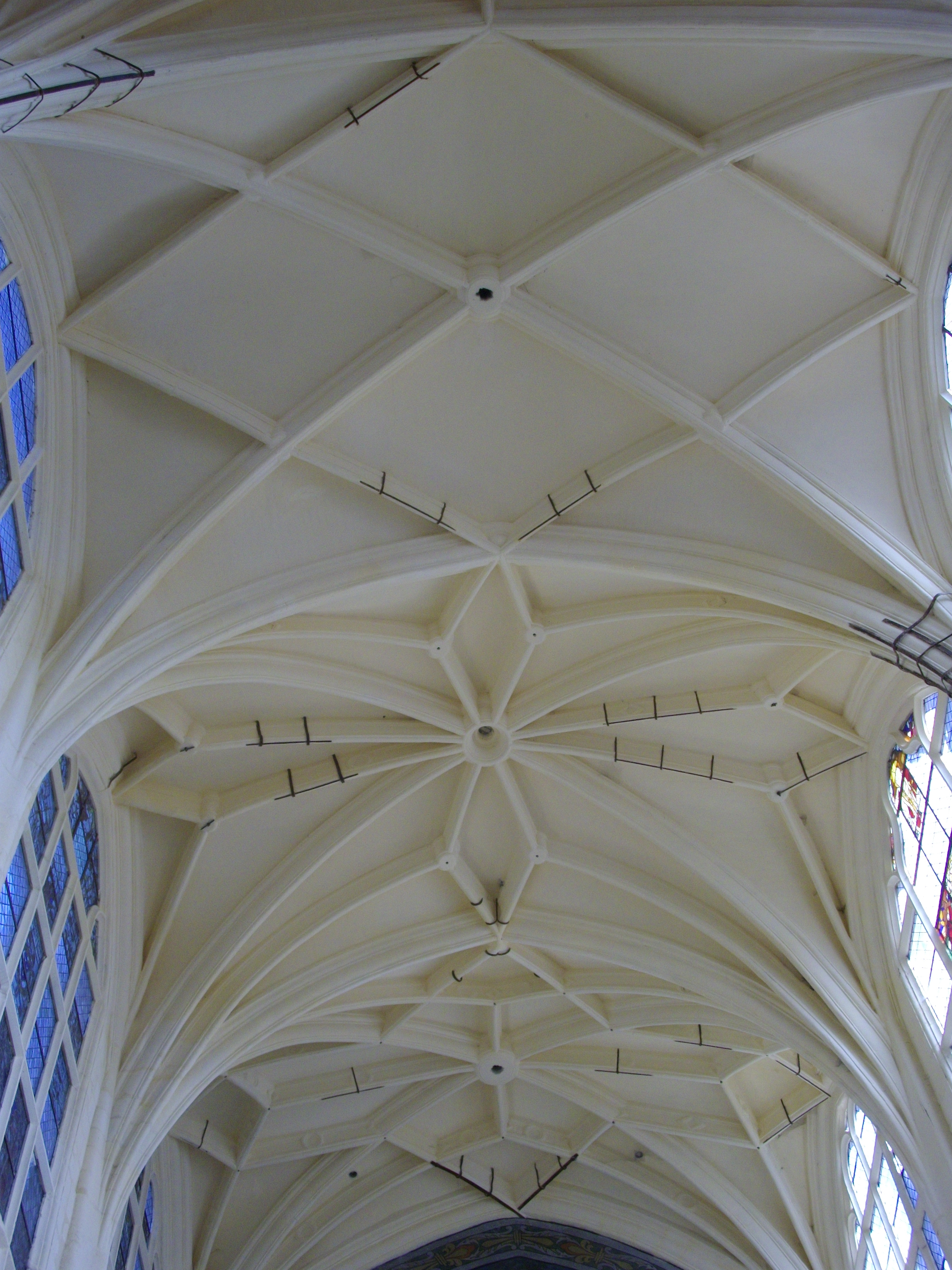
Voûte.
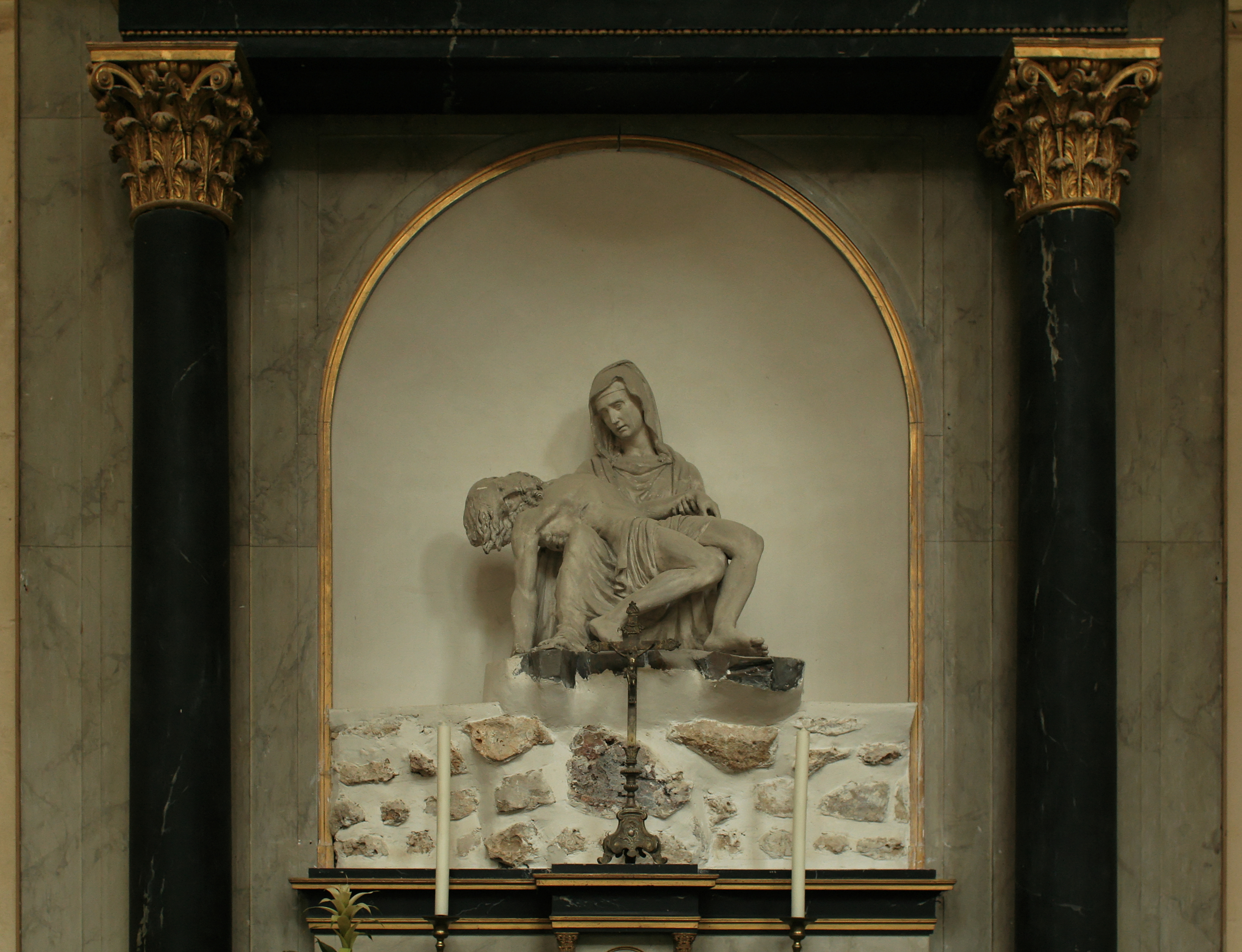
Pièta.
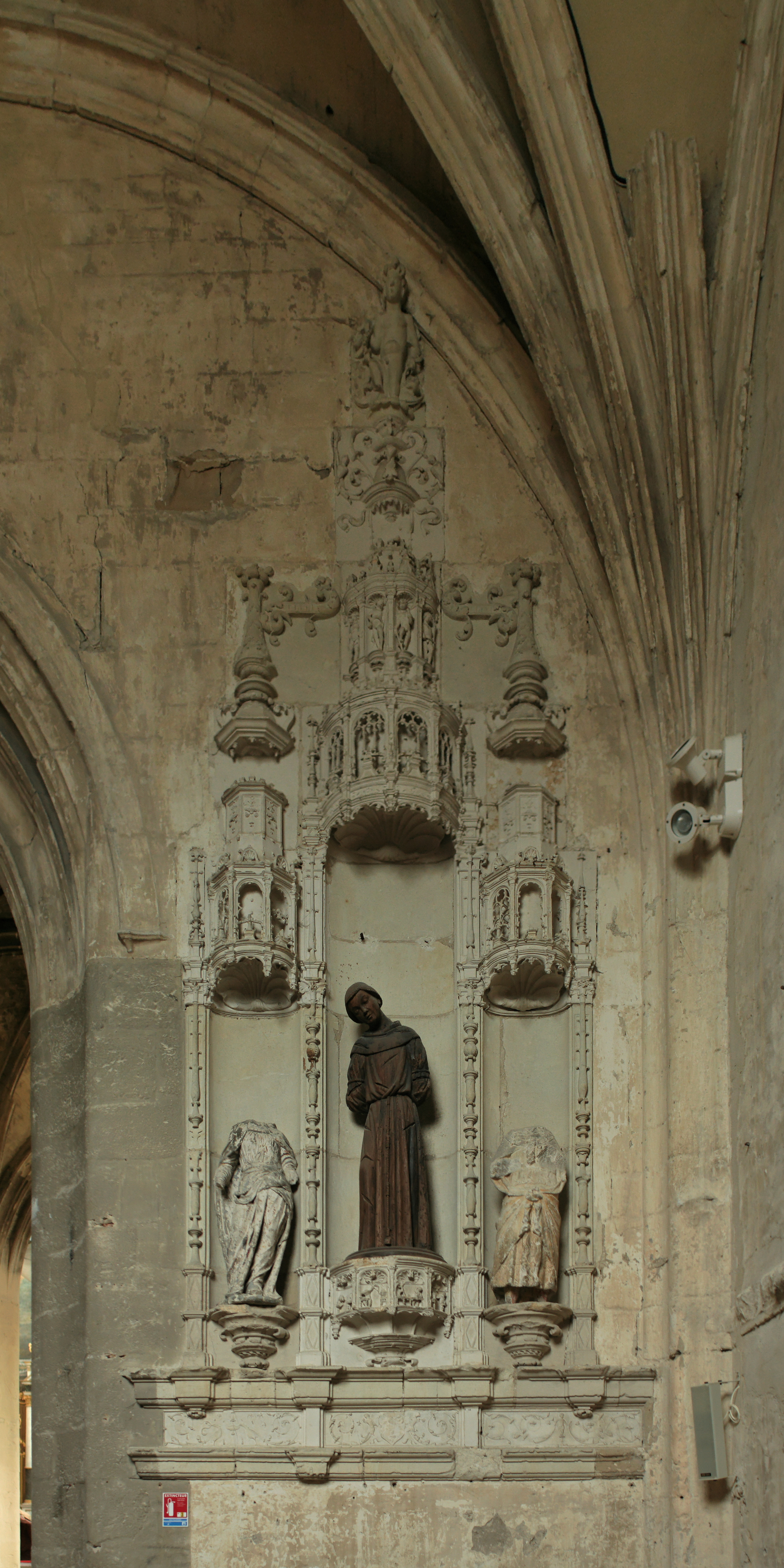
Autel.
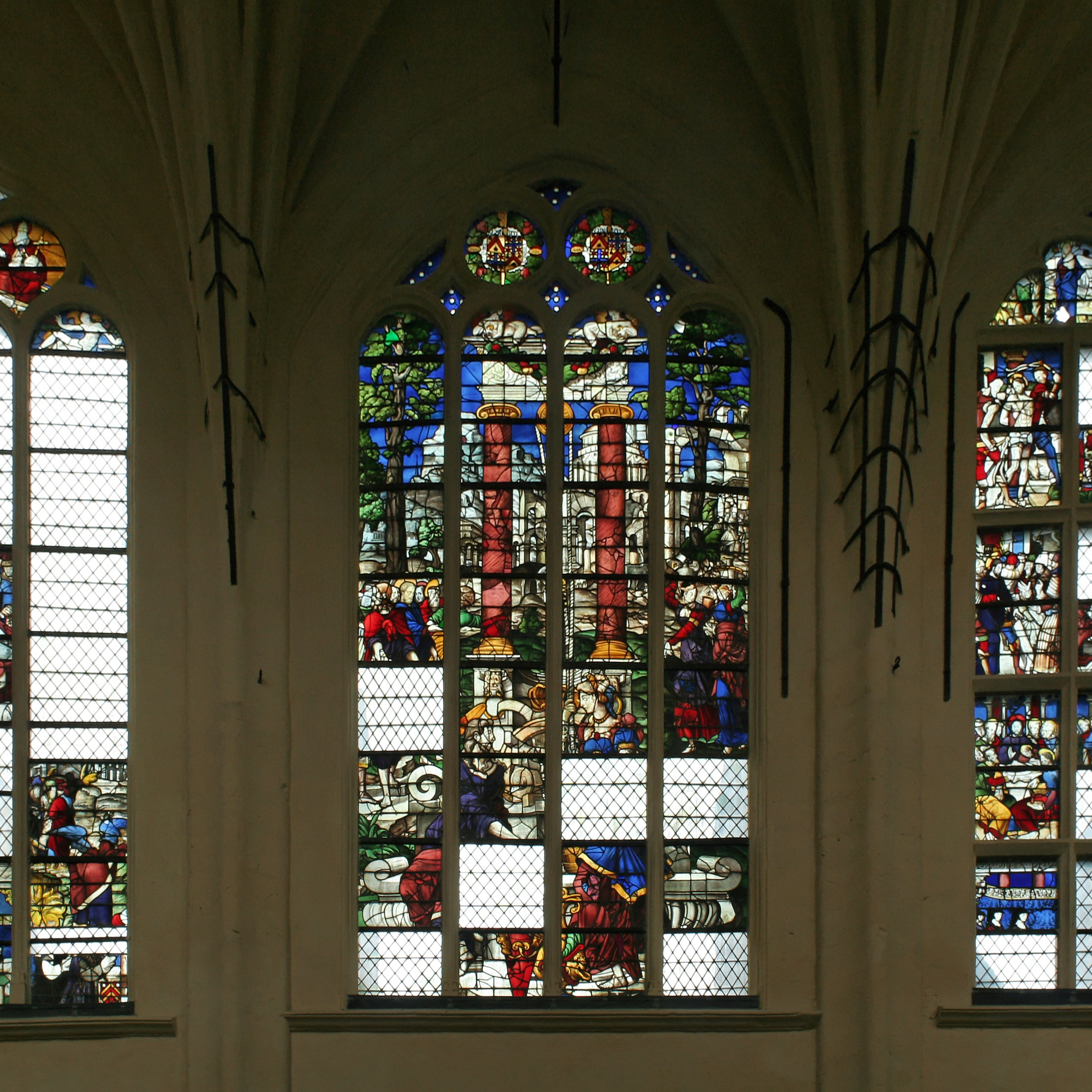
Vitraux Renaissance[3].
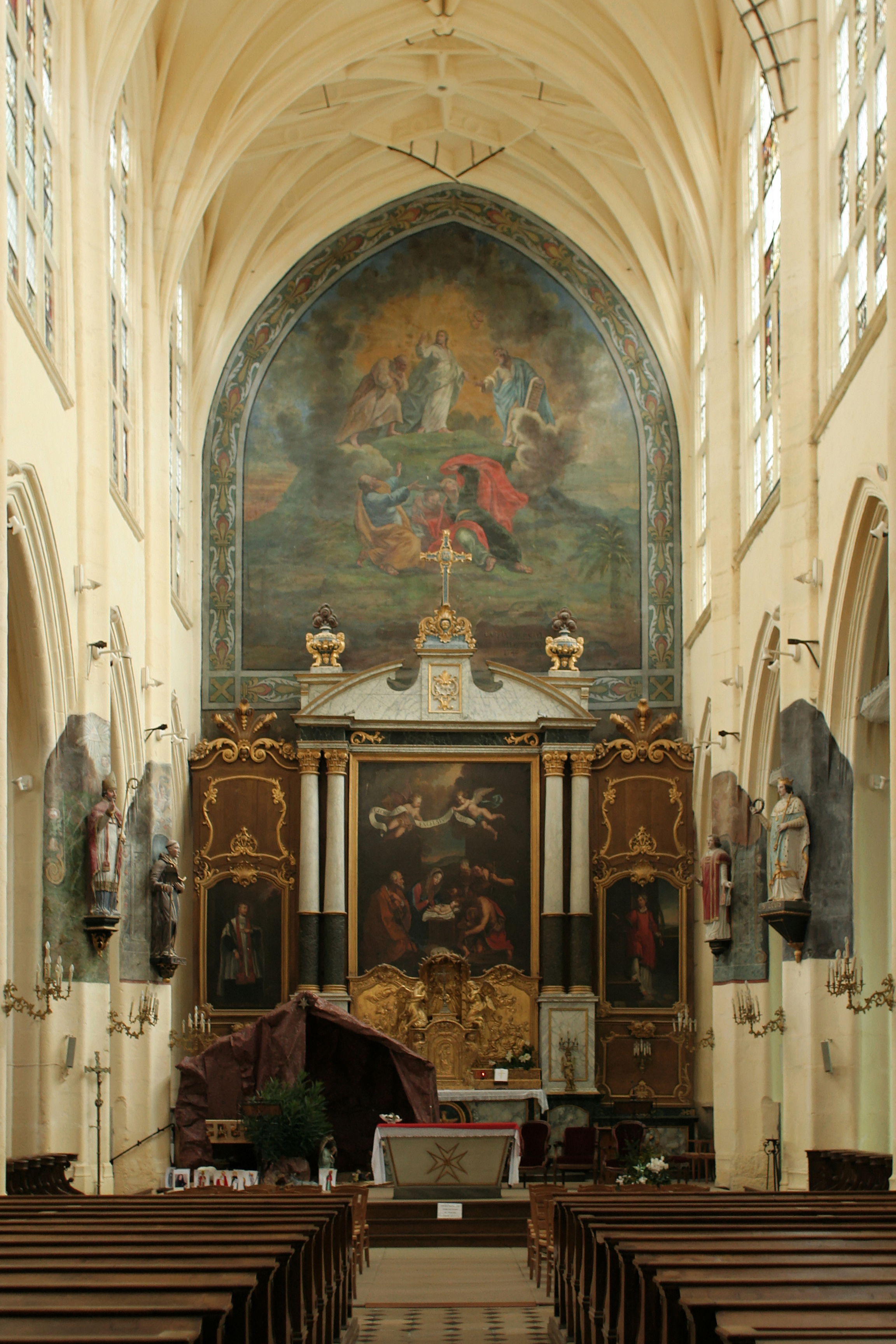
Vue de la nef.